# Brandon Marshall
Brandon Marshall (* 23. březen 1984, Pittsburgh, Pensylvánie) je profesionální hráč amerického fotbalu.
Hraje na pozici wide-reciever za tým Seattle Seahawks. Brandon byl draftován v roce 2006, v tom samém roce si ho vybral tým Denver Broncos, kde hrál 3 sezóny. Po té přecházel do těchto týmů: Miami Dolphins, Chicago Bears, New York Jets a po sezóně 2016 podepsal smlouvu s týmem New York Giants, ve kterém působil do roku 2018, kdy podepsal další smlouvu s týmem sídlícím v Seattlu.